# Roberto Zárate
Roberto Héctor Zárate (ur. 15 grudnia 1932 w Buenos Aires, zm. 6 listopada 2013) – argentyński piłkarz, grający podczas kariery na pozycji napastnika.

## Kariera klubowa
Roberto Zárate rozpoczął karierę w klubie River Plate w 1950. Z River Plate pięciokrotnie zdobył mistrzostwo Argentyny 1952, 1953, 1955, 1956 i 1957. W 1957 z 22 bramkami na koncie był królem strzelców ligi argentyńskiej. W latach 1960–1969 występował w  CA Banfield. Z Banfield awansował do pierwszej ligi w 1962. Ogółem w latach 1950-1969 rozegrał w lidze argentyńskiej 287 meczów, w których strzelił 91 bramek.

## Kariera reprezentacyjna
W reprezentacji Argentyny Zárate zadebiutował 15 lutego 1956 w przegranym 0:1 meczu z Urugwajem w Mistrzostwach Ameryki Południowej. Na turnieju w Urugwaju Argentyna zajęła drugie miejsce a Zárate wystąpiłtylko w tym meczu. W 1963 po raz drugi wystąpił w Mistrzostwach Ameryki Południowej, na którym Argentyna zajęła trzecie miejsce. Na turnieju wystąpił we wszystkich sześciu meczach z Kolumbią, Peru, Ekwadorem, Brazylią, Boliwią i Paragwajem, którym był jego ostatnim meczem w reprezentacji. 
Ogółem w barwach albicelestes wystąpił w 14 meczach, w których strzelił 6 bramek.
| Mecze i gole w reprezentacji | Mecze i gole w reprezentacji | Mecze i gole w reprezentacji | Mecze i gole w reprezentacji | Mecze i gole w reprezentacji | Mecze i gole w reprezentacji | Mecze i gole w reprezentacji |
| #                            | Data                         | Miasto                       | Przeciwnik                   | Gol                          | Wynik                        | Rozgrywki                    |
| ---------------------------- | ---------------------------- | ---------------------------- | ---------------------------- | ---------------------------- | ---------------------------- | ---------------------------- |
| 1.                           | 15.02.1956                   | Montevideo                   | Urugwaj                      |                              | 0:1                          | Copa América                 |
| 2.                           | 06.10.1957                   | La Paz                       | Boliwia                      |                              | 0:2                          | el. MŚ 1958                  |
| 3.                           | 13.10.1957                   | Santiago                     | Chile                        |                              | 2:0                          | el. MŚ 1958                  |
| 4.                           | 20.10.1957                   | Buenos Aires                 | Chile                        | Gol                          | 4:0                          | el. MŚ 1958                  |
| 5.                           | 27.10.1957                   | Avellaneda                   | Boliwia                      | Gol                          | 4:0                          | el. MŚ 1958                  |
| 6.                           | 06.04.1958                   | Montevideo                   | Urugwaj                      |                              | 0:1                          | towarzyski                   |
| 7.                           | 20.04.1958                   | Asunción                     | Paragwaj                     |                              | 0:1                          | towarzyski                   |
| 8.                           | 10.03.1963                   | Cochabamba                   | Kolumbia                     | Gol · Gol                    | 4:2                          | Copa América                 |
| 9.                           | 13.03.1963                   | Cochabamba                   | Peru                         | Gol                          | 1:2                          | Copa América                 |
| 10.                          | 20.03.1963                   | Cochabamba                   | Ekwador                      | Gol                          | 4:2                          | Copa América                 |
| 11.                          | 24.03.1963                   | La Paz                       | Brazylia                     |                              | 3:0                          | Copa América                 |
| 12.                          | 28.03.1963                   | La Paz                       | Boliwia                      |                              | 2:3                          | Copa América                 |
| 13.                          | 31.03.1963                   | La Paz                       | Paragwaj                     |                              | 1:1                          | Copa América                 |